# Nattestid Ser Porten Vid
Nattestid Ser Porten Vid è il primo album in studio dei Taake, pubblicato nel 1999.

## Tracce
1. Nattestid ser porten vid I – 5:55
2. Nattestid ser porten vid II – 5:34
3. Nattestid ser porten vid III – 4:31
4. Nattestid ser porten vid IV – 4:35
5. Nattestid ser porten vid V – 4:10
6. Nattestid ser porten vid VI – 7:33
7. Nattestid ser porten vid VII – 9:37

## Formazione
- Hoest - voce, chitarra
- Tundra - basso, batteria, voce